# Yuvinani
Yuvinani är en ort i Mexiko.   Den ligger i kommunen Metlatónoc och delstaten Guerrero, i den sydöstra delen av landet, 260 km söder om huvudstaden Mexico City. Yuvinani ligger 2 125 meter över havet och antalet invånare är 593.
Terrängen runt Yuvinani är kuperad västerut, men österut är den bergig. Runt Yuvinani är det ganska glesbefolkat, med 43 invånare per kvadratkilometer. Närmaste större samhälle är San Vicente Zoyatlán, 12,5 km norr om Yuvinani. I omgivningarna runt Yuvinani växer huvudsakligen savannskog.